# Dichromia completa
Dichromia completa là một loài bướm đêm trong họ Erebidae.